# Ernst Kuzorra
Ernst Kuzorra (* 16. Oktober 1905 in Gelsenkirchen; † 1. Januar 1990 ebenda) war ein deutscher Fußballspieler.
Kuzorra spielte in den 1920er bis 1940er Jahren für den FC Schalke 04 und wurde mit der Mannschaft sechsmal Deutscher Meister und einmal Pokalsieger (Tschammerpokal). Zusammen mit seinem Schwager Fritz Szepan führte er den sogenannten Schalker Kreisel ein. 1950 beendete er mit 45 Jahren seine aktive Laufbahn.

## Leben

### Frühe Jahre
Kuzorra, Sohn des aus Masuren stammenden Bergmanns Karl Kuzorra und seiner Frau Bertha, arbeitete nach seiner Schulzeit zunächst auf der Zeche Consolidation, bis er sich ab Mitte der 1920er Jahre ganz auf den Fußball konzentrierte.
1926 stieg der FC Schalke in die damals höchste westdeutsche Spielklasse auf. Ein Jahr später schaffte „Clemens“, wie seine Kameraden Kuzorra riefen, den Sprung in die Nationalmannschaft und spielte beim 2:2 gegen die Niederlande auf der halblinken Position.
1928 war der Stürmer bei den Olympischen Spielen in Amsterdam dabei, kam jedoch nicht zum Einsatz. 1930 wurde seine internationale Karriere aufgrund einer Sperre gegen die Schalker Spieler (wegen unerlaubter Geldzuwendungen) für ein Jahr unterbrochen. Kuzorra hätte damals für 1.000 Mark im Monat als Profi in Wien spielen können, hielt jedoch Schalke die Treue. 1930 machte sich Kuzorra durch zwei Länderspiele in ganz Deutschland einen Namen: Zum 5:0-Sieg über die Schweiz steuerte er drei Tore bei. Das sich anschließende sensationelle 3:3 im „Mutterland“ des Fußballs gegen England war für ihn eines der prägenden Ereignisse seiner internationalen Karriere. Da Kuzorra sich, wie andere Mitspieler bei Schalke, fürs Fußballspielen mit zehn Reichsmark bezahlen ließ und damit gegen das damalige Amateurstatut des DFB verstieß, wurde er 1931 für weitere Länderspiele gesperrt.

### Ära Schalke
Die „Ära Schalke“ begann 1933, als der Verein erstmals ein Endspiel um die deutsche Meisterschaft erreichte, allerdings mit 0:3 gegen Fortuna Düsseldorf unterlag. Ein Jahr später glückte den „Königsblauen“ ein 2:1 gegen den favorisierten 1. FC Nürnberg. In dieser Begegnung hielt Kuzorra trotz eines Leistenbruchs durch, erzielte kurz vor Abpfiff den Schalker Siegtreffer, brach zusammen und wurde zur lebenden Legende. In den nächsten zehn Jahren jagte ein Erfolg den anderen: 1935 deutscher Meister, 1937 Meister und Pokalsieger (erster Gewinner des „Doubles“), 1939 zum vierten Mal Meister durch ein 9:0 über den SK Admira Wien. Ein Jahr zuvor hatte Kuzorra gegen Ungarn sein zwölftes und letztes Länderspiel (sieben Tore) bestritten. Weitere Einsätze im DFB-Trikot verhinderte Reichstrainer Otto Nerz, der mit Kuzorras Art, unverblümt seine Meinung zu sagen, nicht zurechtkam.
Das Schalker Erfolgsrezept, der „Kreisel“ (genaues, schnelles Kurzpassspiel), stellte die Gegner auch bei den Meisterschaftsspielen 1940 und 1942 vor unlösbare Probleme. Der Dresdner SC unterlag mit 1:0; im Jahr darauf verlor Schalke mit 3:4 gegen den SK Rapid Wien. Bei Schalkes sechstem Titel zog Vienna Wien 1942 mit 0:2 den Kürzeren.
1935/36 trainierte Kuzorra den heutigen Schalker Erzrivalen Borussia Dortmund. Er vertrat dabei den offiziell ersten professionellen Trainer Fritz Thelen, ebenfalls ein ehemaliger Spieler des FC Schalke 04 und ein Schwager Kuzorras. Zur damaligen Zeit gab es die Rivalität zwischen beiden Clubs noch nicht im heutigen Maße und Kuzorra selbst hatte verwandtschaftliche und freundschaftliche Beziehungen in das Dortmunder Borsigplatzviertel.
Von 1942 bis 1946 trainierte Kuzorra die SpVgg Erkenschwick. Er erreichte mit ihr die Gauliga, die damals höchste deutsche Spielklasse. Von Juni 1949 bis 1951 trainierte der zwölfmalige Nationalspieler Borussia Hückelhoven, eine Mannschaft in der Rheinbezirksliga. Trotz seines Trainerscheins nannte sich das Schalker Idol lediglich „Berater“. Ein letztes Mal nahm Kuzorra in der Saison 1969/70 als Trainer auf der Schalker Bank Platz. Er fungierte als „Strohmann“ für Slobodan Čendić, der Rudi Gutendorf abgelöst hatte, aber noch keine DFB-Lizenz besaß.
Sowohl Kuzorra, der gleichermaßen genialer Spieler wie vorbildlicher Kämpfer war, als auch sein Vereinskamerad und Schwager Fritz Szepan hatten Mitte der 1940er Jahre den Zenit ihres Könnens überschritten. Sie halfen nach Ende des Zweiten Weltkriegs noch beim Neuaufbau der Schalker Mannschaft in der westdeutschen Oberliga. Kuzorra war noch bis Januar 1949 aktiv und nahm knapp zwei Jahre später gemeinsam mit Fritz Szepan bei einem Spiel gegen Atlético Mineiro in der Schalker Glückauf-Kampfbahn offiziell Abschied.

### Ruhestand
Am 19. April 1971 wurde Kuzorra in der WAZ mit der Kritik zitiert, das 0:1 der Schalker am vorangegangenen Samstag gegen Arminia Bielefeld sei eine „schwache Schalker Vorstellung“ und ferner „keine 18 DM für die Tribünenkarte wert“ gewesen. Später stellte sich heraus, dass ebendieses Spielergebnis für 100.000 DM Bestechungsgeld „gekauft“ worden war, ein Schlüsselereignis im sogenannten Bundesliga-Skandal.
1980 wurde Ernst Kuzorra mit dem Verdienstkreuz am Bande der Bundesrepublik Deutschland ausgezeichnet und 1985 zum Ehrenbürger von Gelsenkirchen ernannt. Am 18. September 1986 erhielt er den Verdienstorden des Landes Nordrhein-Westfalen. Er starb am Neujahrstag 1990 in Gelsenkirchen mit 84 Jahren. Ernst Kuzorra ist mit seiner Ehefrau Elli Kuzorra (1907–1978) auf dem Friedhof Rosenhügel in Schalke-Nord bestattet.

## Nachleben

Gedenktafel Ernst-Kuzorra-Platz an der Glückauf-Kampfbahn

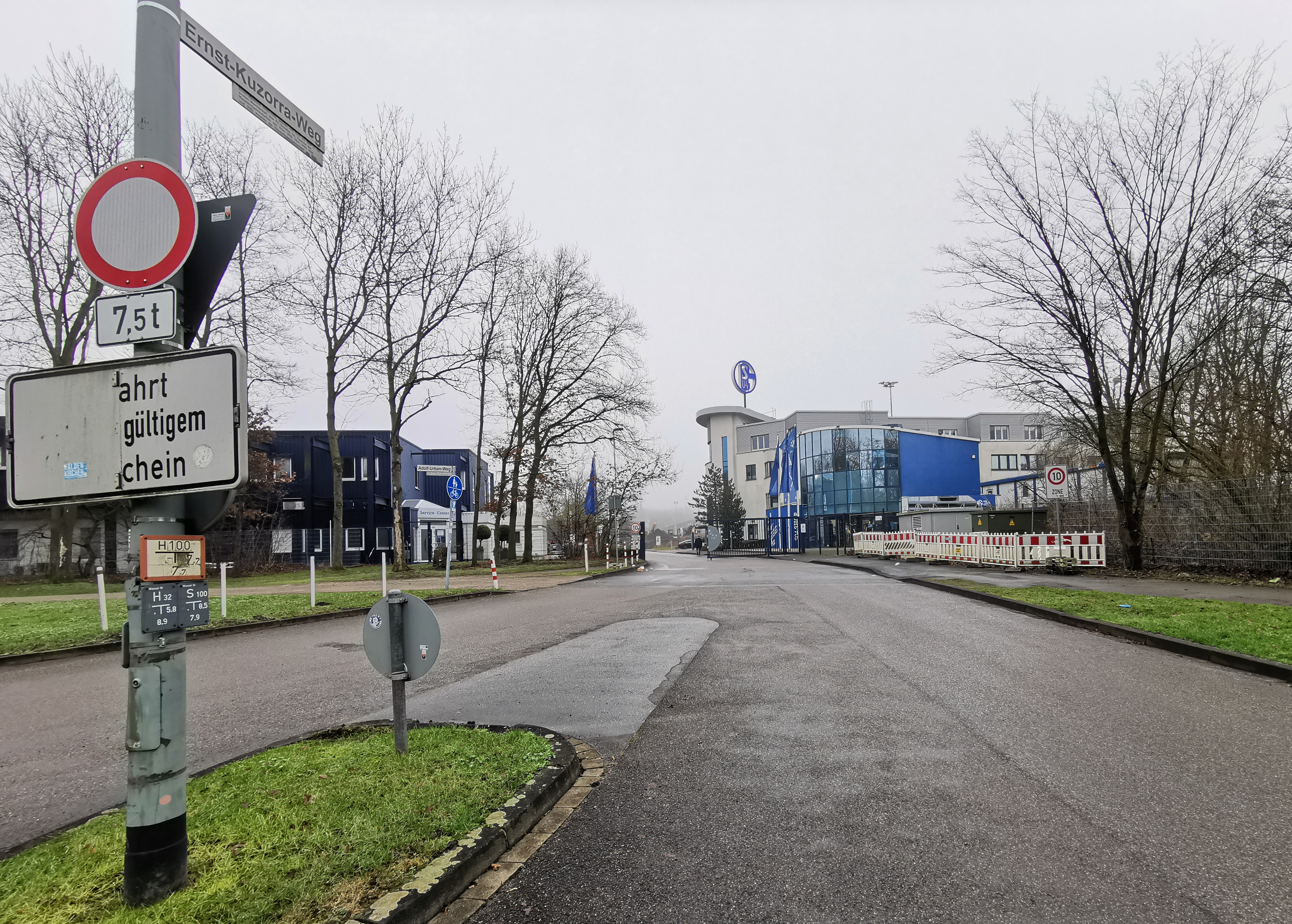
Ernst-Kuzorra-Weg, im Hintergrund die Arena Auf Schalke

Eine starke Diskussion entstand in den 1990er Jahren, als vermehrt Stimmen eine Umbenennung des Ernst-Kuzorra-Platzes und die Aberkennung der Gelsenkirchener Ehrenbürgerschaft forderten. Kuzorra war zum 1. Mai 1937 in die NSDAP eingetreten (Mitgliedsnummer 5.415.713), neben ihm traten noch Fritz Szepan und Hans Bornemann als Schalker Spieler der Partei bei.
Die diskutierten Maßnahmen wurden jedoch nie vollzogen, der Name des Platzes wurde nicht geändert. Zeitzeugen beschrieben Kuzorra grundsätzlich als unpolitischen Menschen. In einzelnen Fällen kritisierte er jedoch offen die nationalsozialistische Sportpolitik. Als im Endspiel um die deutsche Meisterschaft 1941 Schalke 04 gegen den SK Rapid Wien nach einem 3:0-Vorsprung noch mit 3:4 unterlag, vermutete er eine Manipulation. In Richtung des Reichssportführers Hans von Tschammer und Osten äußerte er den Verdacht: „Dass wir hier verloren haben, war Politik, kein Sport“. Antisemitische Einstellungen Kuzorras sind nicht bekannt. Er besorgte auch für die Kinder jüdischer Kunden seines Tabakgeschäftes Eintrittskarten, als ihnen der Besuch von Sportveranstaltungen bereits verboten war.

## Verschiedenes
Laut einer durch die Bild-Zeitung in die Welt gesetzten Legende wollte der damalige Vereinspräsident des FC Schalke 04, Günter Eichberg (der „Sonnenkönig“), der aus einem Auslandsurlaub nicht rechtzeitig zur Beerdigung erschienen war, unbedingt auf dem offiziellen Foto der Beisetzung zu sehen sein, weswegen nach der Beisetzung Kuzorras der Trauerzug und die Kranzniederlegung ein zweites Mal durchgeführt worden sein sollen. Eichberg selber gibt an, dass er lediglich von der Presse zu einem nachgeholten Foto, zusammen mit dem Gelsenkirchener Oberbürgermeister und dem damaligen Schalke-Vizepräsidenten, an Kuzorras frischem Grab bewogen wurde. Darüber hinaus hat es keine weiteren Aktionen gegeben.
Ein Bonmot zu Ernst Kuzorra wird dem ehemaligen Bundespräsidenten Johannes Rau zugeschrieben: Auf die Frage, ob Fußballstadien nicht auch einmal nach Frauen benannt werden sollten, soll er geantwortet haben: „Und wie sollen wir das denn nennen? Dem Ernst Kuzorra seine Frau ihr Stadion?“
Im Herbst 2017 wurde in Schalke eine Fassade mit dem Wort Kuzorras zur geographischen Lage des Stadtteils versehen.
Ernst Kuzorra ist einer der Spieler, die in ihrer Karriere nur für einen Klub gespielt haben.
Der jüdische Geschäftsmann Leo Sauer finanzierte Kuzorra Anfang der 1930er Jahre den Führerschein und stellte ihn als Fahrer ein, damit er nicht mehr in einem Bergwerk arbeiten musste.
Zu Ehren Kuzorras ist die Geschäftsstelle des FC Schalke 04 auf dem Ernst-Kuzorra-Weg 1.